# جبوتلي
تشيبوتلي (/tʃɪˈpoʊtleɪ/, chih-POHT-lay  سلسلة مطاعم أمريكية للأكل المكسيكي بدأت في عام 1993 م. لديها فروع في الولايات المتحدة، المملكة المتحدة، كندا، ألمانيا، وفرنسا.